# Charlotte Bankes
Charlotte Bankes (* 10. Juni 1995 in Hemel Hempstead, England, Vereinigtes Königreich) ist eine britische-französische Snowboarderin. Sie startet in der Disziplin Snowboardcross.

## Werdegang
Bankes holte bei den Snowboard-Juniorenweltmeisterschaften 2012 in Sierra Nevada Silber. Ihr erstes Weltcuprennen fuhr sie im Dezember 2013 in Montafon, welches sie auf den neunten Platz beendete. Bei ihrer ersten Olympiateilnahme 2014 in Sotschi belegte sie den 17. Rang. Bei den Snowboard-Juniorenweltmeisterschaften 2014 und 2015 gewann sie Gold im Einzel und im Teamwettbewerb. Im Januar 2015 errang sie bei den Snowboard-Weltmeisterschaften 2015 am Kreischberg den achten Platz. Beim letzten Weltcuprennen der Saison 2014/15 in La Molina holte sie ihren ersten Weltcupsieg.
In der Saison 2016/17 kam sie bei sieben Teilnahmen im Weltcup, sechsmal unter den ersten Zehn. Dabei holte sie in Veysonnaz ihren zweiten Weltcupsieg und belegte zum Saisonende den sechsten Platz im Snowboardcross-Weltcup. Zudem errang sie im Dezember 2016 in Montafon zusammen mit Manon Petit den dritten Platz im Teamwettbewerb. Beim Saisonhöhepunkt den Snowboard-Weltmeisterschaften 2017 in Sierra Nevada errang sie den 21. Platz und gewann zusammen mit Manon Petit die Silbermedaille im Teamwettbewerb. In der Saison 2017/18 kam sie bei allen zwölf Weltcupteilnahmen unter die ersten Zehn. Dabei errang sie jeweils einmal den dritten, den zweiten und den ersten Platz und erreichte damit den vierten Platz im Snowboardcross-Weltcup. Beim Saisonhöhepunkt, den Olympischen Winterspielen 2018 in Pyeongchang, wurde sie Siebte im Snowboardcross. Bankes wurde 2013, 2015 und 2018 französische Meisterin im Snowboardcross.
Seit der Saison 2018/19 startet sie für den britischen Verband. In der Saison errang sie in Cervinia den dritten Platz und belegte mit vier weiteren Top-Zehn-Platzierungen, wie im Vorjahr den vierten Platz im Snowboardcross-Weltcup. Bei den Snowboard-Weltmeisterschaften 2019 in Park City holte sie die Silbermedaille im Snowboardcross. In der Saison 2020/21 siegte sie in Bakuriani und errang in Veysonnaz den dritten Platz. Im Februar 2021 wurde sie im schwedischen Idre Fjäll Weltmeisterin Snowboardcross. Die Saison beendete sie auf dem fünften Platz im Snowboardcross-Weltcup. In der Saison 2021/22 gewann sie mit fünf Siegen den Snowboardcross-Weltcup. Beim Saisonhöhepunkt, den Olympischen Winterspielen 2022 in Peking, wurde sie Neunte im Einzel und Sechste im Teamwettbewerb.
Bankes nimmt zudem seit 2010 am Europacup teil. Dabei holte sie bisher 13 Siege und gewann in der Saison 2013/14 die Snowboardcrosswertung (Stand: Saisonende 2021/22).

## Teilnahmen an Weltmeisterschaften und Olympischen Winterspielen

### Olympische Winterspiele
- 2014 Sotschi: 17. Platz Snowboardcross
- 2018 Pyeongchang: 7. Platz Snowboardcross
- 2022 Peking: 6. Platz Snowboardcross Team, 9. Platz Snowboardcross

### Snowboard-Weltmeisterschaften
- 2015 Kreischberg: 8. Platz Snowboardcross
- 2017 Sierra Nevada: 2. Platz Snowboardcross Team, 21. Platz Snowboardcross
- 2019 Park City: 2. Platz Snowboardcross
- 2021 Idre: 1. Platz Snowboardcross
- 2023 Bakuriani: 1. Platz Snowboardcross Team, 17. Platz Snowboardcross
- 2025 Engadin: 2. Platz Snowboardcross, 12. Platz Snowboardcross Team

## Platzierungen im Weltcup

### Weltcupsiege

#### Weltcupsiege im Einzel
| Nr. | Datum             | Ort               |
| --- | ----------------- | ----------------- |
| 1.  | 21. März 2015     | La Molina         |
| 2.  | 25. März 2017     | Veysonnaz         |
| 3.  | 27. Januar 2018   | Bansko            |
| 4.  | 5. März 2021      | Bakuriani         |
| 5.  | 10. Dezember 2021 | Montafon          |
| 6.  | 8. Januar 2022    | Krasnojarsk       |
| 7.  | 9. Januar 2022    | Krasnojarsk       |
| 8.  | 12. März 2022     | Reiteralm         |
| 9.  | 20. März 2022     | Veysonnaz         |
| 10. | 17. Dezember 2022 | Cervinia          |
| 11. | 4. Februar 2023   | Cortina d’Ampezzo |
| 12. | 11. März 2023     | Sierra Nevada     |
| 13. | 12. März 2023     | Sierra Nevada     |
| 14. | 16. März 2023     | Veysonnaz         |
| 15. | 25. März 2023     | Mont Sainte-Anne  |
| 16. | 4. Februar 2024   | Gudauri           |
| 17. | 2. März 2024      | Sierra Nevada     |
| 18. | 9. März 2024      | Cortina d’Ampezzo |
| 19. | 23. März 2024     | Mont Sainte-Anne  |
| 20. | 24. März 2024     | Mont Sainte-Anne  |
| 21. | 1. Februar 2025   | Beidahu           |
| 22. | 2. Februar 2025   | Beidahu           |
| 23. | 15. Februar 2025  | Cortina d’Ampezzo |
| 24. | 1. März 2025      | Erzurum           |
| 25. | 9. März 2025      | Gudauri           |

#### Weltcupsiege im Team
| Nr. | Datum            | Ort              |
| --- | ---------------- | ---------------- |
| 1.  | 2. Dezember 2023 | Les Deux Alpes 1 |

### Weltcup-Gesamtplatzierungen
| Saison  | Platz | Punkte |
| ------- | ----- | ------ |
| 2013/14 | 8.    | 1800   |
| 2014/15 | 7.    | 1000   |
| 2015/16 | –     | –      |
| 2016/17 | 6.    | 3090   |
| 2017/18 | 4.    | 6360   |
| 2018/19 | 4.    | 2350   |
| 2019/20 | 9.    | 1560   |
| 2020/21 | 5.    | 285    |
| 2021/22 | 1.    | 669    |
| 2022/23 | 1.    | 723    |
| 2023/24 | 2.    | 757    |
| 2024/25 | 2.    | 622    |